# Gschnon
Gschnon (italienisch Casignano) ist eine Fraktion der Gemeinde Montan in Südtirol. Die Ortschaft liegt hoch über dem Etschtal, an der Südseite des vom Unterland abzweigenden Mühlentals auf etwa 950 m Meereshöhe. Erreichbar ist die Ortschaft über eine kleine Bergstraße, die in Mühlen ihren Anfang nimmt. Südwestlich des Weilers befindet sich der Gipfel der Königswiese und südöstlich das Trudner Horn. Die waldreiche Gegend bildet den Naturpark Trudner Horn mit dem örtlichen Hüttwald, der über den Gschnoner Rundwanderwegs durchwandert werden kann. Bemerkenswert ist der oberhalb der Einschicht Gsteig (Gstoag) und dem Gsteiger Hof gelegene Panoramapunkt Kanzel mit einem beeindruckenden Rundblick über das Etschtal im Bereich von Unterland und Überetsch bis nach Bozen.
Der die Gschnoner Gegend entwässernde Gschnoner Bach (Gallwiesenbach), der seinerseits den Plentenbach aufnimmt, fließt dem Trudner Bach zu, der wiederum in die Etsch mündet.

## Geschichte
Im Mittelalter gehörte die Örtlichkeit zur Pfarre Enn-Neumarkt und wurde 1348 unter der Bezeichnung „de Casinano plebatus Egne“ urkundlich genannt. 1399 ist der Ortsname mit einem „Toldo de Kasnan“ schriftlich bezeugt.

## Sehenswürdigkeiten
Beachtenswert ist die Maria-Schnee-Kapelle (mit hölzernem Dachreiter) des kleinen ehemaligen Kapuzinerklosters aus der ersten Hälfte des 17. Jahrhunderts (inschriftlich 1632 datiert); sie steht unter Denkmalschutz. Das neben dem Maierhof, dem früheren Merten- oder Speyrerhof, gelegene Kloster war die ehemalige Sommerresidenz des Neumarkter Mutterkonvents. Weitere alte Hofstellen sind Pernter, Schorn (Mühle) und Dorfner (Toldenhof), heute ein Beherbergungsbetrieb.